# 湯匙

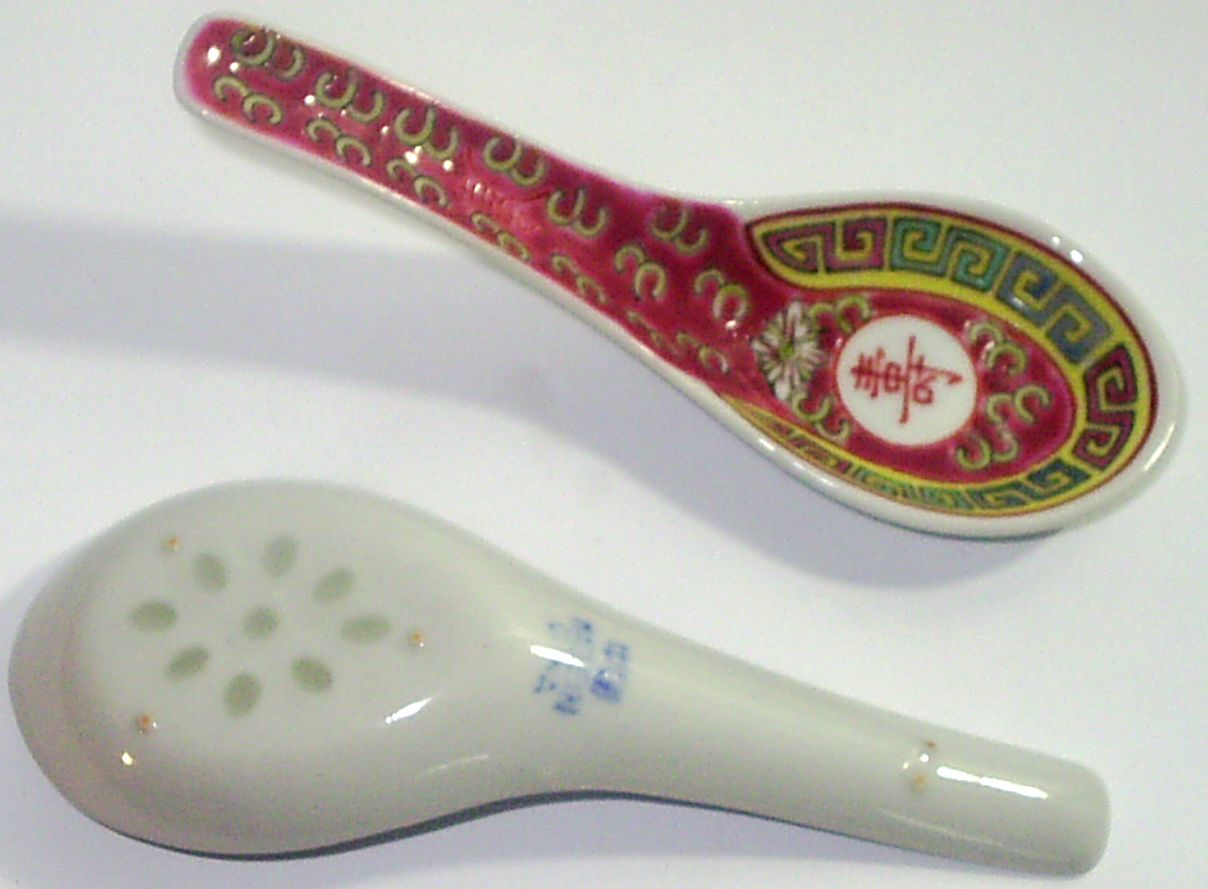
調羹表面和內面

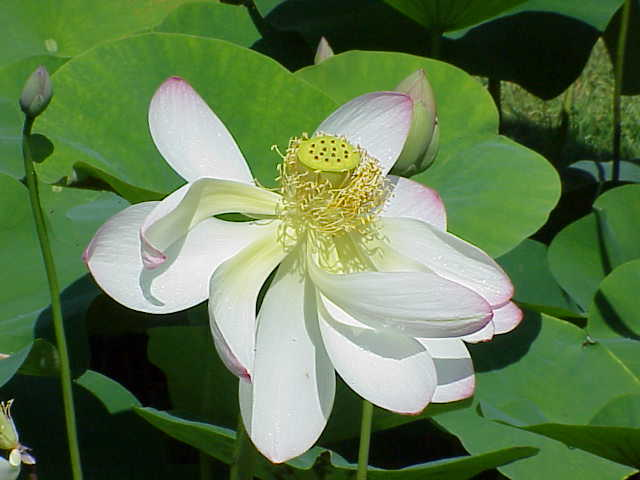
因為像蓮花的花瓣，所以調羹又可以雅稱“散蓮華”。

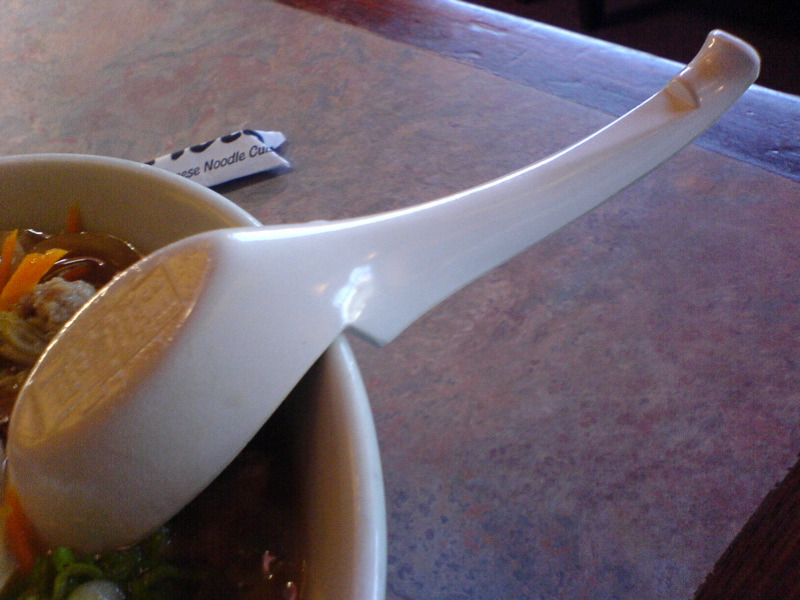
經過特別設計，可以用梯形直角卡住碗的邊緣的調羹。

湯匙，又稱調羹、散蓮華、中式匙，是中國和東南亞地區專用的陶瓷製小勺子，可用於喝湯、吃湯圓或雲吞、輔助吃麵食等用途。它除了可以舀取食物喝飲料，還可以混合食材，或將食物送入口中，是一匙多用的勺子。一般呈橢圓底扁舟形，船頭圓，船尾呈錐形，形成把手。越南等東南亞地區自古以來受中華文化影響，所以也會使用這種湯匙，世界各地的華人或者唐人街的中餐館裏均有使用。

## 歷史
相傳中國的古人以北斗七星形狀而作成。
湯匙在平安時代從中國傳入日本。

## 特徵
湯匙一般是白色陶瓷製作的，也有木製的或彩色陶瓷。由於中國古代的瓷器製作技術發達，所以可以不費力氣就可以大量生產湯匙。不僅中國人在傳統上會使用湯匙，世界各地的中餐館、日本的拉麵店、以及全亞洲融合料理的西方快餐店也會用到這種湯匙。調羹在世界範圍內可以說是廣受。
本來就是湯勺大小，又大又深，不能放進嘴裡，不太適合吃炒飯。另一方面，中國文化中的三連閣有各種形狀和大小，例如，有些三連閣比日本的三連閣做得更小更淺，以便於炒飯吃。
用於煲湯、湯麵、濃稠的中式菜餚、鬆軟易碎的年糕、豆腐花、芒果布丁，以及炒飯等用筷子難以夾住的菜餚。也用於吃小籠包或吃 烏冬面時防止湯汁溢出。
此外，調羹作為中國的陶器、蒸雞蛋羹等蒸菜的容器 ，有時也會做成一口大小的菜。
作為三蓮閣的附屬品，有一種容器叫做“蓮閣禦”或“蓮閣台”。中國餐館在吃的時候放三仁哥。

## 脚註
1. ↑   (PDF). 特許庁.   [2014-03-02]. （原始内容 (PDF)存档于2014-03-02）.
2. ↑  社団法人全国調理師養成施設協会編『改訂調理用語辞典　カラー版』　1999年、1273頁